# Gorla (metropolitana di Milano)
Gorla è una stazione della linea M1 della metropolitana di Milano.

## Storia
La stazione fu costruita come parte della prima tratta, da Sesto Marelli a Lotto, della linea M1 della metropolitana di Milano, entrata in servizio il 1º novembre 1964.
La stazione servì come capolinea provvisorio dal 26 aprile al 9 settembre 1982, insieme a Villa San Giovanni, a causa di un attentato incendiario che aveva distrutto il capolinea di Sesto Marelli.

## Struttura e impianti
La stazione possiede una struttura comune a quasi tutte le altre stazioni della linea: si tratta di una stazione sotterranea a due binari, uno per ogni senso di marcia, serviti da due banchine laterali; superiormente si trova un mezzanino, contenente i tornelli d'accesso e il gabbiotto dell'agente di stazione.
Dista 648 metri dalla stazione di Turro e 664 metri da quella di Precotto.

## Interscambi
Nelle vicinanze della stazione effettuano fermata alcune linee urbane automobilistiche, gestite da ATM.
- Fermata autobus

## Servizi
La stazione dispone di:
- Accessibilità per portatori di handicap
- Ascensori
- Scale mobili
- Emettitrice automatica biglietti
- Stazione videosorvegliata